# هیروو سوروا
هیروو سوروا (استونیایی: Hirvo Surva؛ زادهٔ ۲ ژوئیهٔ ۱۹۶۳) رهبر ارکستر، سیاستمدار و نماینده سابق مجلس اهل استونی است.